# Ali Sami Yen
Ali Sami Yen, nascut com a Ali Sami Frashëri, (Istanbul, 20 de maig de 1886 - Istanbul, 29 de juliol de 1951) va ser un oficial esportiu albanès-turc conegut especialment pel fet de ser el fundador del Galatasaray Sports Club. Després de la promulgació de la llei sobre els cognoms el 1934, va prendre el cognom Yen, que literalment significa «guanyar» en turc.

## Biografia
Ali Sami Yen va néixer a Üsküdar (Istanbul), Turquia. Era el fill de Sami Frashëri, un dels més coneguts escriptors filòsofs i dramaturgs albanesos.
Fou alumne al prestigiós Liceu Galatasaray a Istanbul. L'octubre de 1905, va decidir amb alguns membres del seu alumnat de crear un club de futbol. Al començament, l'objectiu era "per jugar com els anglesos, tenir un color i un nom, i batre altres equips no turcs", segons ell.
Ali Sami Yen va fundar els colors del Galatasaray, afirmant: "Estàvem imaginant la brillantor del foc groc-vermell sobre el nostre equip i pensant que ens portaria d'una victòria a una altra".
El 1905, durant l'època de l'Imperi Otomà, no hi havia lleis per a les associacions, de manera que el club no es va poder registrar oficialment, però, després de la Llei d'associació de 1912, el club es va registrar legalment.
Yen va ser el primer president del club durant 13 anys, entre 1905 i 1918, i de nou durant un breu període el 1925. A més de fundar el Galatasaray SK, va fer moltes altres contribucions als esports turcs. Va ser president del Comitè Olímpic Turc entre 1926 i 1931. Va entrenar la selecció turca en el seu primer partit internacional, el 1923 contra Romania.
Ali Sami Yen va morir el 1951. Va ser enterrat al cementiri de Feriköy a Istanbul.
Com a fundador i primer president del Galatasaray SK, el nom d'Ali Sami Yen va ser assignat a l'estadi Ali Sami Yen del Galatasaray, construït el 1964 i situat al centre d'Istanbul a Mecidiyeköy. No obstant això, el gener de 2011, el club es va traslladar a la seva nova seu a l'estadi Türk Telekom al districte de Kağıthane mentre l'antic estadi va ser enderrocat per donar pas a la construcció d'un nou equipament comercial.

## Palmarès

### Com a jugador
Galatasaray SK
- Lliga de futbol d'Istanbul: 1908–1909, 1909–1910, 1910–1911

## Vida personal
Estava casat amb Fahriye Yen (nascuda el novembre de 1900 i morta el 6 d'octubre de 2002).